# Bourg-le-Comte
Bourg-le-Comte este o comună în departamentul Saône-et-Loire, Franța. În 2009 avea o populație de 210 de locuitori.

## Evoluția populației
| An        | 1975 | 1982 | 1990 | 1999 | 2006 | 2009 |
| --------- | ---- | ---- | ---- | ---- | ---- | ---- |
| Populație | 261  | 219  | 210  | 202  | 209  | 210  |